# Naïo Technologies
Naïo Technologies est une startup de la région toulousaine spécialisée en robotique agricole, créée en 2011 par les ingénieurs Aymeric Barthès et Gaëtan Séverac. L'entreprise développe et commercialise des robots à destination des agriculteurs visant à réduire la pénibilité au travail.

## Histoire de l'entreprise
En 2013, l'entreprise réalise une première levée de fonds de 82 000 euros auprès d'une quarantaine d'actionnaires. L'année suivante, 730 000 euros sont levés auprès de plateformes de financement participatif pour commercialiser un premier robot. La troisième levée de fonds s'élève à trois millions d'euros en 2015. Deux nouveaux actionnaires, les fonds spécialisés Emertec et CapAgro, entrent au capital de la société,. En 2016, le chiffre d'affaires atteint 600 000 euros. En 2015, Naio s'associe à la société Carré SAS, producteur d'outil de désherbage mécanique pour accélérer le lancement de ses robots. Ce partenariat s'arrêtera peu de temps après, NAIO préférant garder la main sur le développement commercial de son robot (voir article : Robots et capteurs en tout genre au service des agriculteurs re RTL).
Durant l'année 2015, le Centre national d'études spatiales et le laboratoire de test Guide proposent à Naïo Technologies de tester sur un robot un algorithme de positionnement par satellites doté d'une précision de 4 cm près. Durant l'été de l'année suivante, des expérimentations en milieux réels ont lieu dans deux exploitations maraîchères et un vignoble de la région Occitanie. En juin 2016, le CNES signe un accord de partenariat avec la startup Géoflex afin de commercialiser cette technologie de positionnement.
En 2016, l'entreprise commercialise un robot enjambeur adapté au désherbage des vignes. Ce dernier est développé avec l'Institut français de la vigne et du vin, le Laboratoire d'analyse et d'architecture des systèmes et le groupe coopératif Vinovalie,. Pour entraîner le robot, un partenariat a été mis en place entre l'Université Paul Sabatier (UPS) de Toulouse et la société afin de construire trois rangées de vignes de 15 mètres de long. La première a fourni une parcelle prévue à l'agroécologie et la seconde des plants de vigne.
En 2015, l'entreprise organise un concours de robotique "Move Your Robot" adressé aux étudiants des écoles d'ingénieurs et des universités. Les objectifs sont d'améliorer le logiciel de guidage de son robot Oz. En 2016, la startup lance le Forum international de la robotique agricole (FIRA) qui se déroule à Toulouse.
L'entreprise s'installe à Escalquens en avril 2017 après avoir eu des locaux à Ramonville-Saint-Agne et, avant cela, à Toulouse.
En 2023, l'entreprise fait partie des lauréats de la première édition du programme French Tech 2030.
En juin 2025, l'entreprise est mise en redressement judiciaire, le tribunal a fixé au 27 juin 2025 la date pour le dépôt d'un dossier de reprise de l'entreprise.

## Robots agricoles
L'entreprise commercialise quatre robots agricoles, dont trois robots de désherbage et un enjambeur viticole.